# (500139) 2012 DY4
(500139) 2012 DY4 es un asteroide perteneciente al cinturón de asteroides, descubierto el 4 de marzo de 2005 por el equipo del Mount Lemmon Survey desde el Observatorio del Monte Lemmon, Arizona, Estados Unidos.

## Designación y nombre
Designado provisionalmente como 2012 DY4.

## Características orbitales
2012 DY4 está situado a una distancia media del Sol de 2,327 ua, pudiendo alejarse hasta 2,614 ua y acercarse hasta 2,041 ua. Su excentricidad es 0,122 y la inclinación orbital 1,102 grados. Emplea 1297,17 días en completar una órbita alrededor del Sol.

## Características físicas
La magnitud absoluta de 2012 DY4 es 18,4.